# 烏拉河戰役
烏拉戰役是指在1564年1月26日，立陶宛大公國和俄羅斯沙皇國在立窩尼亞戰爭期間爆發的戰役，也是第一次北方戰爭的一場戰役。當俄羅斯將領彼得·舒斯基率領的莫斯科軍團來到立陶宛大公國附近、維捷布斯克地區恰什尼基以北的烏拉河（道加瓦河支流）時，大立陶宛黑特曼米科瓦伊·拉齊維烏、羅曼·桑古斯科、赫雷霍里·霍德凱維奇等人率領立陶宛軍隊發動突襲。
在這場戰役中，俄羅斯軍隊大約有24,000人，而立陶宛軍隊僅有8,000人至10,000人。但最終立陶宛軍隊藉由突襲作戰的方式，擊敗規模更大的俄羅斯軍隊，取得壓倒性的勝利。同時因為俄羅斯軍隊在戰役中失去大部分部隊，因而成功阻擋俄羅斯軍隊對立陶宛的入侵。